# Spermacoce resinosula
Spermacoce resinosula là một loài thực vật có hoa trong họ Thiến thảo. Loài này được Harwood mô tả khoa học đầu tiên năm 2005.